# Liste der Stolpersteine in der Provinz Ferrara
Die Liste der Stolpersteine in der Provinz Ferrara enthält die Stolpersteine in der Provinz Ferrara, gelegen in der Emilia-Romagna. Stolpersteine erinnern an das Schicksal der Menschen aus dieser Region, die von Nationalsozialisten ermordet, deportiert, vertrieben oder in den Suizid getrieben worden sind. Die Stolpersteine wurden von Gunter Demnig verlegt. Sie liegen im Regelfall vor dem letzten selbstgewählten Wohnort des Opfers. Ihre Bezeichnung lautet auf Italienisch: Pietre d’inciampo.
Die erste Verlegung in dieser Provinz erfolgte am 16. Januar 2025 in der Provinzhauptstadt Ferrara.

## Verlegte Stolpersteine

### Ferrara
In der Provinzhauptstadt Ferrara wurden fünfzehn Stolpersteine an drei Adressen verlegt.
| Stolperstein | Übersetzung                                                                                                 | Verlegeort        | Name, Leben                     |
| ------------ | --- | ----------------- | ------------------------------- |
|              | HIER WOHNTE CARLO BASSANI GEBOREN 1888 VERHAFTET 5.2.1944 DEPORTIERT AUSCHWITZ ERMORDET                     | Via G.Mazzini, 88 | Carlo Bassani (1888–1944/45)    |
|              | HIER WOHNTE GIUSEPPE BASSANI GEBOREN 1886 VERHAFTET 5.2.1944 DEPORTIERT AUSCHWITZ ERMORDET                  | Via G.Mazzini, 88 | Giuseppe Bassani (1886–1944/45) |
|              | HIER WOHNTE MARCELLA BASSANI GEBOREN 1922 VERHAFTET 5.2.1944 DEPORTIERT AUSCHWITZ ERMORDET                  | Via G.Mazzini, 88 | Marcella Bassani (1922–1944/45) |
|              | HIER WOHNTE ARGIA CAVALIERI GEBOREN 1875 VERHAFTET 6.3.1944 DEPORTIERT AUSCHWITZ ERMORDET                   | Via G.Mazzini, 14 | Argia Cavalieri (1875–1944/45)  |
|              | HIER WOHNTE ISACCO FINK GEBOREN 1907 VERHAFTET 10.3.1944 DEPORTIERT AUSCHWITZ ERMORDET                      | Via G.Mazzini, 88 | Isacco Fink (1907–1944/45)      |
|              | HIER WOHNTE BERTA FORTI GEBOREN 1895 VERHAFTET 5.2.1944 DEPORTIERT AUSCHWITZ ERMORDET 26.2.1944             | Via G.Mazzini, 85 | Berta Forti (1895–1944)         |
|              | HIER WOHNTE LEONE FORTI GEBOREN 1868 VERHAFTET 5.2.1944 DEPORTIERT AUSCHWITZ ERMORDET 26.2.1944             | Via G.Mazzini, 85 | Leone Forti (1868–1944)         |
|              | HIER WOHNTE CARLA JESI GEBOREN 1859 VERHAFTET 5.2.1944 INTERNIERT FOSSOLI AUSCHWITZ ERMORDET 20.2.1944      | Via G.Mazzini, 85 | Carolina Jesi (1859–1944)       |
|              | HIER WOHNTE CARLO LAMPRONTI GEBOREN 1927 VERHAFTET 5.2.1944 DEPORTIERT AUSCHWITZ ERMORDET 26.2.1944         | Via G.Mazzini, 85 | Carlo Lampronti (1827–1944)     |
|              | HIER WOHNTE RINA LAMPRONTI GEBOREN 1898 VERHAFTET 5.2.1944 DEPORTIERT AUSCHWITZ ERMORDET                    | Via G.Mazzini, 88 | Rina Lampronti (1898–1944/45)   |
|              | HIER WOHNTE UMBERTO LAMPRONTI GEBOREN 1888 VERHAFTET 5.2.1944 DEPORTIERT AUSCHWITZ ERMORDET 26.2.1944       | Via G.Mazzini, 85 | Umberto Lampronti (1888–1944)   |
|              | HIER WOHNTE GASTONE RIETTI GEBOREN 1910 VERHAFTET 6.3.1944 DEPORTIERT AUSCHWITZ ERMORDET                    | Via G.Mazzini, 14 | Gastone Rietti (1910–1944)      |
|              | HIER WOHNTE GIULIA RIETTI GEBOREN 1902 VERHAFTET 6.3.1944 DEPORTIERT AUSCHWITZ ERMORDET                     | Via G.Mazzini, 14 | Giulia Rietti (1902–1944)       |
|              | HIER WOHNTE LEONELLA RIETTI GEBOREN 1904 VERHAFTET 6.3.1944 DEPORTIERT AUSCHWITZ ERMORDET                   | Via G.Mazzini, 14 | Leonella Rietti (1904–1944)     |
|              | HIER WOHNTE NELLO RIETTI GEBOREN 1929 VERHAFTET 6.3.1944 DEPORTIERT AUSCHWITZ ERMORDET 13.3.1945 BUCHENWALD | Via G.Mazzini, 14 | Nello Rietti (1929–1945)        |

## Verlegedatum
- 16. Januar 2025